# Евфросин (архиепископ Суздальский)
Архиепископ Евфросин — епископ Русской митрополии Константинопольского патриархата, архиепископ Суздальский, Калужский и Тарусский.
До возведения в архиерейский сан был архимандритом Нижегородского Печерского Вознесенского монастыря.
В 1386 году хиротонисан во епископа Суздальского, Нижегородского и Городецкого с возведением в сан архиепископа.
В 1390 году сопровождал митрополита Киприана в церковную столицу — Царьград, и с ним вместе возвратился в свою епархию.
В 1394 году от Суздальской епархии были отделены Нижний Новгород и Городец, временно присоединённые к ней при митрополите Алексии и издавна принадлежащие митрополичьей епархии.
С этого времени (1394 год) владыки Суздальские стали именоваться Суздальскими, Калужскими и Тарусскими.
Скончался преосвященный Евфросин 25 марта 1407 года.